# Poterna
Poterna (francosko: poterne), pomožna vrata, prehod, običajno podzemni hodnik ali galerija za komuniciranje v fortifikacijah ali med njimi, na primer po mestnem obzidju ali  trdnjavi ali med njima, lahko pa tudi med fortifikacijo in zunanjim svetom. 
Poterna je najpogosteje dolg hodnik, zgrajen iz kamna, opeke ali betona. Vstop in izstop sta zaprta s pregrado in praviloma skrita, da omogočata neopazno prihajanje in odhajanje vojakov. Med obleganji so branilci uporabljali poterne za nepričakovane izpade iz utrdbe. Poterne manjših utrdb so se uporabljale tudi kot ječe (kazemati) ali vojašnice. 
Poterne v obliki galerij so omogočale spremljanje dogajanj v notranjosti večjih objektov oziroma  prostorov.